# Зефир бриллиантовый
Зефир бриллиантовый (Chrysozephyrus brillantinus) — вид дневных бабочек из семейства голубянок (Lycaenidae).

## Описание
Длина переднего крыла 18-21 мм, самки несколько крупнее самцов. Размах крыльев 30—35 мм. Верхняя сторона крыльев самцов золотисто-зелёного цвета, блестящая. На переднем крыле проходит тёмная кайма шириной до 2 мм, на заднем крыле она несколько шире — до 3,5 мм. Задние крылья с коротким хвостиком до 4 мм длиной. Верхняя сторона крыльев самки тёмно-коричневого цвета. На переднем крыле у самки выделяется небольшое поле оранжево-жёлтого цвета, разделённое жилками крыла на два-три пятна. Иногда ближе к заднему краю крыла имеется легкий налёт из чешуек голубого цвета. 
Фон нижней стороны у обоих полов крыльев желтовато-бежевый. Рисунок в прикраевой области в большинстве случаев просматривается слабо, особенно на передних крыльях. Беловатая поперечная полоска тонкая, чётко выраженная, практически прямая. Узкое пятно у вершины центральной ячейки переднего крыла практически не выделяется на общем фоне. Оранжевые пятна на заднем крыле крупные и яркие. Глаза волосатые. Передние лапки самцов несегментированные.

## Ареал
Россия (Юг Хабаровского края, Приморье), Япония, Корея, Северный, Северо-Восточный и Восточный Китай.

## Биология
За год данный вид бабочек развивается в одном поколении. Время лёта бабочек длится с конца июня до конца августа. Бабочки встречается редко. Гусеницы этого вида развиваются на различных видах дубов (Quercus). Окукливается в почве.